# KkStB 78
Die kkStB 78 war eine Tenderdampflokomotivreihe der österreichischen k.k. Staatsbahnen kkStB mit der Bauart D n2t, die von der kkStB selbst (78.01–05) beschafft wurde, aber auch von der Reichenberg-Gablonz-Tannwalder Eisenbahn (78.10–11) stammte.

## KkStB 78.01–05
Die kkStB beschaffte für die Arlbergbahn fünf Stück vierfach gekuppelte Tenderlokomotiven, die 1884 von Krauss/München geliefert wurden.
Genau genommen wurden sie im Zuge eines Wettbewerbes von Krauss entwickelt, um die richtige Lokomotive für den Arlberg zu finden.
Die Maschinen wurden im alten Reihenschema der kkStB als Serie V II bezeichnet und bekamen später die Bezeichnung 78.01–05 zugewiesen.
Am Arlberg setzte sich schließlich die Reihe 73 durch.
Die 78er wurden bereits vor 1914 ausgemustert.

## RGTE 1G, 2G (KkStB 78.10–11)
Die Reichenberg-Gablonz-Tannwalder Eisenbahn RGTE bestellte bei der Wiener Neustädter Lokomotivfabrik für die Strecke Reichenberg–Gablonz zwei Stück vierfach gekuppelte Tenderlokomotiven, die 1888 geliefert wurden.
Sie bekamen die Namen MAFFERSDORF und PROSCHWITZ sowie die Nummern 1G und 2G.
Die Maschinen ähnelten äußerlich der kkStB 478, Triebwerk und Kesseldimensionen  stimmten großteils mit denen der Reihe XV der Österreichischen Nordwestbahn überein.
Nach der Übernahme des Betriebes durch den Staat 1902 erhielten die Maschinen von der kkStB die Bezeichnung 78.10–11.
Nach dem Ersten Weltkrieg kamen die beiden Lokomotiven zur ČSD als 400.001–002. Sie wurden 1933 ausgeschieden.